# Черна магия
Черната магия е най-злонамерената форма на магьосничество. Приема се, че е ползвана за причиняване на убийства, тежки телесни повреди, болести, загуба на любим човек и т.н.
Някои видове черна магия причиняват прорязваща болка без видими телесни наранявания. Този вид магия се нарича вуду магия. В средновековните магьоснически книги „черната магия“ се описва под формата на ритуал, целящ отмъщение, пари, власт и тн.
Влъхвеното магьостничество само по себе си е нещо благородно затова не прощава на тези които го използват за зло. Магове твърдят, че този който направи черна магия трябва да е подготвен да му се върне и то тройно. Черната магия обаче може да се направи и по погрешка дори и да имате добри намерения. Ако се опитате да излекувате някого с магия без той да знае и да ви е позволил, рискувате да раздразните магическите сили.
Смята се че черната магия е по-мощна от добрата, но само ако се призове, най-често се намират начини в древни написани от забравен за хората език в строго охранявани храмове. Най-много се вярва че евреите владеят магия. Магия имали членове на кралското семейство и древни подмладяващи се с черна магия вещици. Повечето искат да превземат кралството, а други овладяват черната магия години и когато станат всемогъщи те искат да подчинят света, но често биват провалени от престолонаследници владеещи чиста магия.